# Sericosoma fascifrons
Sericosoma fascifrons är en tvåvingeart som beskrevs av Macquart 1850. Sericosoma fascifrons ingår i släktet Sericosoma och familjen svävflugor. Inga underarter finns listade i Catalogue of Life.